# هانس هولباين الابن
هَانْسْ هولبايْن الصغير (بالألمانية: Hans Holbein der Jüngere) هو فنان ألماني من عصر النهضة، ولد في آوغسبورغ سنة 1497 وتوفي في لندن سنة 1543 م.

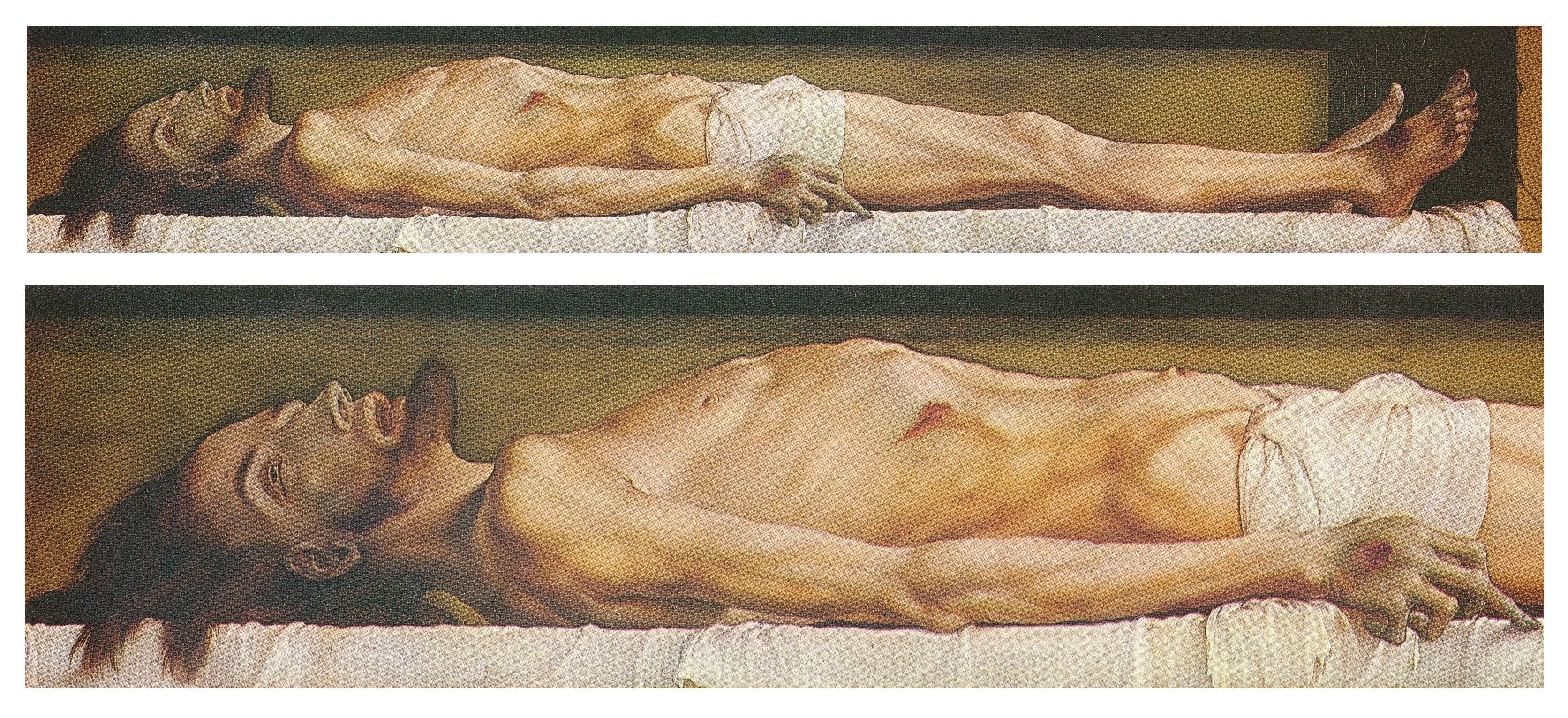
جَسدُ المَسيح المَيت في القَبرْ، بريشة «هانز هولباين الأصغر» عام 1521. تُصَور اللوحة جَسدُ المَسيح داخِل مِحراب قَبر حَجري. مَجموعة مُتحف بازِل للفُنون، سويسرا.

يعتبر من أكبر رسامي اللوحات الشخصية (بورتريهات) في عصره.

## حياته
والده هو الرسام هانس هولباين الكبير، استهوته الحركة الإنسانية (قامت في عصر النهضة ودعت إلى إحياء الآداب والفنون الكلاسيكية) في شبابه، استقر في مدينة بال السويسرية في حدود سنة 1515 م، وجاءت أعماله الدينية لهذه الفترة لتبرز مدى تأثره بالحركة الكلاسيكية الإيطالية. أهم ما ميز أعماله -والتي أُنجزت في بال- هي الواقعية والبساطة التي عالج بها مواضيع لوحاته (على غرار لوحات عددة لـ"إيرازموس"). انتقل بعده إلى إنكلترا، وبعد أن طاب به المقام قرر الاستقرار نهائيا عام 1532 م. كان قد نال حظوة كبيرة عند ملوك إنكلترا وأصبح رسام البلاط المفضل. وخلال السنوات القليلة التي تلت نفّذ هانس هولباين الصغير مهمات تتعلق برسم مختلف أنواع الشخصيات في انكلترا ، بمن فيهم الملك هنري الثامن وزوجته الثالثة جين سيمور ، ثم بعد فترة من الزمن زوجته الرابعة آن دو كليف.

## وصلات خارجية
- هانس هولباين الابن على موقع الموسوعة البريطانية (الإنجليزية)
- هانس هولباين الابن على موقع ميوزك برينز (الإنجليزية)
- هانس هولباين الابن على موقع إن إن دي بي (الإنجليزية)